# We Are the World
"We Are the World" er en støttesang skrevet af Lionel Richie og Michael Jackson fra 1985. Sangen blev indsunget af kunstnerne (som solister) Lionel Richie, Stevie Wonder, Paul Simon, Kenny Rogers, James Ingram, Tina Turner, Billy Joel, Michael Jackson, Diana Ross, Dionne Warwick, Willie Nelson, Al Jarreau, Bruce Springsteen, Kenny Loggins, Steve Perry, Daryl Hall, Huey Lewis, Cyndi Lauper, Kim Carnes, Bob Dylan og Ray Charles. I det meget store kor høres bl.a. Dan Aykroyd, Bob Geldof, The Jackson 5, Bette Midler, The Pointer Sisters og Harry Belafonte.
Sangen sætter fokus på de fattige børn i Afrika efter en ide af Harry Belafonte, inspireret af det engelske Band Aid's "Do they know it's Christmas?" Den er indspillet af organisationen USA for Africa. Sangen bliver også brugt som julesang.[kilde mangler]